# Nudaurelia wahlbergina
Nudaurelia wahlbergina is een vlinder uit de familie nachtpauwogen (Saturniidae), onderfamilie Saturniinae.
De wetenschappelijke naam van de soort is voor het eerst geldig gepubliceerd door Rougeot in 1972.

## Andere combinaties
- Imbrasia wahlbergina Rougeot, 1972